# Голицынский район
Голицынский район — бывший административный район Средне-Волжской области, Куйбышевского края, Куйбышевской, Тамбовской и Пензенской областей с центром в селе Голицыно, существовавший в 1928—1929 и 1935—1959 годах.

## История
Голицынский район был образован 14 мая 1928 года в составе Пензенского округа Средне-Волжской области. В состав района вошла территория бывшей Голицынской волости Нижнеломовского уезда Пензенской губернии (без одного селения).
21 января 1929 года Голицынский район был упразднён, а его территория передана в Мокшанский и Нижнеломовский районы.
25 января 1935 года Голицынский район был образован вторично в составе Куйбышевского края (с 5 декабря 1936 — области) за счёт частей территорий Мокшанского и Нижнеломовского районов.
27 сентября 1937 года район вошёл в состав Тамбовской области, а 4 февраля 1939 — в состав Пензенской области.
По данным на 1 января 1955 года в районе было 10 сельсоветов: Алексеевский, Аршиновский, Голицынский, Долгоруковский, Ивинский, Лух-Майданский, Мордово-Муромский, Потьминский, Скачковский и Чернозерский.
12 октября 1959 года Голицынский район был упразднён, а его территория передана в Мокшанский и Нижнеломовский районы.

## Население
По данным переписи 1939 года, в Голицынском районе проживали 29 763 человека, в том числе русские — 92,2 %, мордва — 6,6 %.